# Assurdã II
Assurdã II foi um rei da Assíria. Sucedeu no trono a seu o pai, Tiglate-Pileser II, em 935 a.C. e reinou até à sua morte em 912 a.C. Foi por sua vez sucedido no trono por seu filho Adadenirari II.